# Mário Augusto Teixeira de Freitas
Mário Augusto Teixeira de Freitas (São Francisco do Conde, 31 de março de 1890 — Rio de Janeiro, 22 de fevereiro de 1956) foi um advogado e estatístico brasileiro.

## Biografia
Graduou-se com distinção no Curso de Direito, em 1911, pela Faculdade de Ciências Jurídicas e Sociais do Rio de Janeiro.
Pouco conhecido da maioria dos brasileiros, possivelmente uma consequência do voto de pobreza perante a Ordem Terceira de São Francisco na qual, desde a mocidade, tornou-se o irmão Nicodemus, foi um homem que marcou a história da Estatística no Brasil, tendo sido o idealizador e primeiro Secretário Geral do Instituto Brasileiro de Geografia e Estatística (IBGE).
Teixeira de Freitas realizou um grande estudo estatístico sobre a realidade da educação primária, nos primeiros anos da década de 1930, no que diz respeito à organização do sistema de ensino do país nessa etapa de escolarização. Tal trabalho deu visibilidade à situação caótica em relação ao atendimento da demanda do público escolar frente a quantidade de escolas existentes, como no que diz respeito à imensa seletividade/ reprovação no ensino primário. Este estudo foi publicado em livro sob o título "O que dizem os números sobre o Ensino Primário".

## Obras
- La Nova Eraro, la erao de tutmondeco kaj de Esperanto. Rio de Janeiro, IBGE, 1948.
- Urbo Belo Horizonte. Rio de Janeiro, IBGE, 1949.
- Por iu pli bona mondo. Rio de Janeiro, IBGE, 1950.

## Morte
Mário Augusto faleceu em 22 de fevereiro do ano 1956 aos 65 anos de idade no Rio de Janeiro.